# バーチャファイターシリーズ
バーチャファイターシリーズ（Virtua Fighter series）は、セガの3D対戦型格闘ゲームのシリーズ。略称は「VF」。また、一時期セガの3D系アーケードゲームの多くに「バーチャ」の名を冠した作品がリリースされており、それらは本作を含めて「バーチャシリーズ」と総称されることがあるが、単にセガのゲームを語る文脈で単に「バーチャ」と述べた場合は「バーチャファイターシリーズ」（VFシリーズ）あるいは第1作目『バーチャファイター』を指すことが多い。

## 概要
1993年に稼働を開始した『バーチャファイター』を第1作とし、以降シリーズ作品が不定期にリリースされているほか、家庭用ゲーム機などに移植されている。開発元はセガ・AM2研（後のセガ第二研究開発本部）が開発し、『VF5 Final Showdown』（VF5FS）までは単独でオリジナルを造り続けた（『eスポーツ』はセガ・龍が如くスタジオとの共同開発）。
なお発売元は基本的にセガだが、セガグループの業務再編成などによる理由で、アーケードゲーム版については2015年4月1日から2020年3月31日までセガ・インタラクティブが、2015年3月31日まで2020年4月1日から2024年3月31日までセガのアミューズメント事業部門がそれぞれ担当していた。2024年4月1日以降はセガ フェイブが担当。

### シリーズ概要
1993年に『バーチャファイター』（VF1）が当時AM2研の代表であった鈴木裕のもとで開発、アーケードゲームとしてリリースされた。以降、「バーチャファイター」の名を冠した後続作品が不定期にリリースされシリーズ化していった。
『VF1』はセガ社の家庭用ゲーム機・セガサターン用ソフトとして1994年にリリースされ、本体の売上向上に大きく貢献した。
初心者でも熟練者と戦える、操作の上手さではなくセンスで勝負する、をコンセプトにこれまでの格闘ゲームでは難解になっていた操作系に大きくメスを入れた。8方向レバーとパンチ、キック、ガードの3つ（『VF3』ではエスケープを加えた4つ）のボタンによる操作系はシンプルながら自由度が高く、キャラクターごとに多彩な連係技を持つ。
また中国拳法など実在する格闘技を使うキャラクターやリングアウト制などにおいても2D格闘ゲームとの差異を強調させた。八極拳、ジークンドー、プロレス、パンクラチオン、虎燕拳、燕青拳、蟷螂拳、酔拳などが再現されている。
2015年3月に稼働を開始した『バーチャファイター5 Final Showdown VERSION B』（VF5FSB）以降は長らくリリースが休止しており、家庭用ゲーム機への移植版も旧作がいくつか単発的に出るにとどまっていたが、2021年6月より『VF5FSB』をベースに様々な点をリメイクし、いわゆる「eスポーツ」に最適化されたバージョン『バーチャファイター eスポーツ』が家庭用ゲーム機（PlayStation 4の定額サブスクリプションサービス・PlayStation Plusおよびクラウド型ゲームサービス・PlayStation Now）とアーケードゲーム（ALL.Net P-ras MULTI Ver.3）にて同時稼働を開始。今後は本格的なeスポーツ競技として『バーチャファイター』を発展させていくことを目指す。
2024年12月13日、2006年の『バーチャファイター5』以来のシリーズ完全新作として『New VIRTUA FIGHTER』プロジェクトを発表。

## 周辺事情
シリーズ第2作『バーチャファイター2』は爆発的なヒットを記録し、マスコミにも全国ネットで取り上げられた。
『VF2』の稼働全盛期には地方・全国を含め様々な大会が企画・開催された。特に大都市での大会の常連上位者に対しては、その町と使用キャラクター名を冠した独自の名称で呼ばれている。中でも「鉄人」と呼ばれた有名プレイヤーたちは一部の雑誌・TV媒体などにも取り上げられた。
ゲームシステムや個々の技を記述した解説書『バーチャファイターマニアックス（アスペクト 1994年8月出版 ISBN 4893662643）』は武術研究家の松田隆智より拳法のリアルさの解説を受けるなどそれまでのアーケードゲーム関連書籍とは一線を画す詳細な解説書であった。さらに、続編『バーチャファイター2』の解説書『バーチャファイター2マニアックス（アスペクト 1995年10月出版 ISBN 4893664174）』には解剖学者の養老孟司へのインタビューを収録するなど、単に人気ゲームとしての枠を越えた広がりを見せた。
バーチャファイターに関心を持っていた有名人も多く、中でも漫画家の加瀬あつし、イラストレーターやアニメ作画や漫画などを手掛けていたいのまたむつみの両者は、「自宅に筐体とアーケード版のロムを持ち、『VF2』の全盛期には一日中ゲーセンに入り浸って対戦することも珍しくなかった」と述べている。また、JUDY AND MARYが発表した楽曲『The Great Escape』の中には、「あたしのボディはまるでバーチャファイターのZone2」という歌詞がある。
1998年にはシリーズ全体（当時は『VF3』が最新）がデジタルゲーム史におけるエポックメイキングな製品として文化的価値をスミソニアン博物館に認められ、「1998 コンピュータワールド・スミソニアン・アウォード」を受賞、各種資料が保管されることになった。

## 歴史

### 年表
- 1993年
  - 12月 - 『バーチャファイター』リリース
- 1994年
  - 11月22日 - 『バーチャファイター (SS)』リリース
  - 11月 - 『バーチャファイター2』リリース
- 1995年
  - 4月 - 『バーチャファイターリミックス』リリース
  - 7月14日 - 『バーチャファイターリミックス (SS)』リリース
  - 10月20日 - 『バーチャファイター (32X)』リリース
  - 12月1日 - 『バーチャファイター2 (SS)』リリース
- 1996年
  - 3月29日 - 『バーチャファイターMini (GG)』リリース
  - 4月 - 『バーチャファイターキッズ』リリース
  - 6月26日 - 『バーチャファイター (Windows)』リリース
  - 7月26日 - 『バーチャファイターキッズ (SS)』リリース
  - 9月 - 『バーチャファイター3』リリース
  - 12月21日 - 『ファイターズメガミックス (SS)』リリース
- 1997年
  - 9月 - 『バーチャファイター3 tb』リリース
  - 9月5日 - 『バーチャファイター2 (Windows)』リリース
- 1998年
  - 4月6日 - 『バーチャファイターシリーズ』が「1998コンピュータワールド・スミソニアン・アウォード」を受賞。スミソニアン博物館に永久保存される。
  - 11月27日 - 『バーチャファイター3 tb (DC)』リリース
- 2001年
  - 8月 - 『バーチャファイター4』リリース
- 2002年
  - 1月31日 - 『バーチャファイター4 (PS2)』リリース
  - 8月 - 『バーチャファイター4 エボリューション』リリース
- 2003年
  - 3月13日 - 『バーチャファイター4 エボリューション (PS2)』リリース
- 2004年
  - 7月 - 『バーチャファイター4 ファイナルチューンド』リリース
  - 8月26日 - 『バーチャファイター サイバージェネレーション 〜ジャッジメントシックスの野望〜 (PS2・GC)』リリース
  - 10月14日 - 『バーチャファイター2 (PS2)』リリース
- 2006年
  - 7月12日 - 『バーチャファイター5』リリース
- 2007年
  - 2月8日 - 『バーチャファイター5 (PS3)』リリース
  - 12月6日 - 『バーチャファイター5 ライブアリーナ (Xbox 360)』リリース
- 2008年
  - 7月24日 - 『バーチャファイター5 R』リリース
- 2010年
  - 7月29日 - 『バーチャファイター5 ファイナルショーダウン』リリース
- 2012年
  - 6月6日 - 『バーチャファイター5 ファイナルショーダウン (PS3・Xbox 360)』リリース（ダウンロード配信）
- 2017年
  - 3月31日 - 『バーチャファイター5 ファイナルショーダウン VERSION B』を除くアーケード版全シリーズの修理サポートが終了[3]
- 2020年
  - 9月25日 - セガ創立60周年企画の一環として「バーチャファイター×eスポーツプロジェクト」と称し、eスポーツを軸とするシリーズ再始動を発表[4]。
- 2021年
  - 6月1日 - 「バーチャファイター×eスポーツプロジェクト」用のゲームとして『バーチャファイター eスポーツ』（日本国外での名称は『Virtua Fighter 5 Ultimate Showdown』）をPS4のPlayStation Plus（同年8月2日までの期間限定）およびPlayStation Now、アーケードゲームとして同時にリリース / 稼働開始。
- 2023年
  - 11月28日 - 『バーチャファイター3 tb オンライン』リリース

この他、龍が如くシリーズや『JUDGE EYES:死神の遺言』のミニゲームとして、バーチャファイターシリーズが収録されている場合がある。
太字 - アーケード版、SS - セガサターン版、32X - スーパー32X版、DC - ドリームキャスト版、PS2 - PlayStation 2版、PS3 - PlayStation 3版、PS4 - PlayStation 4版

### 主シリーズ作品
バーチャファイター
1993年12月、MODEL1基板を使用してリリース。
バーチャファイター2
1994年11月、MODEL2基板を使用してリリース。
バーチャファイター3
1996年9月、MODEL3基板を使用してリリース。
バーチャファイター4
2001年8月、NAOMI2基板を使用してリリース。
バーチャファイター5
2006年7月、LINDBERGH基板を使用してリリース。

### 派生製品
バーチャファイターリミックス
第1作にテクスチャマッピングを施したリメイク版。
アーケード版：1995年5月稼働開始
セガサターン版：1995年7月14日発売
バーチャファイターCGポートレートシリーズ / GGポートレートシリーズ
1995年よりセガサターン向け、1996年よりゲームギア向けに発売されたCG集。キャラクター毎に複数のタイトルが発売された。前者は『バーチャファイター2』を原作とし、全てのキャラクター（デュラルのみ非売品）が発売され、後者は『バーチャファイターキッズ』を原作とし、ゆうきあきら（原文ママ）とパイ・チェンの2人のみが発売された。
バーチャファイターMini
アニメ版をストーリーまで逆ゲーム化した2D格闘ゲーム。操作感覚はジェネシス版『VF2』とほぼ同じ。
ゲームギア版：1996年3月29日発売
日本国外ではゲームギアとセガ・マスターシステムで『Virtua Fighter Animation』として発売。
バーチャファイターキッズ
2頭身にデフォルメされた格闘家たちが戦う3D対戦格闘ゲーム。システムはあくまで『VF2』準拠だが、キャラクターの手足の短さ、2頭身で頭が大きいことに起因する独特な重心バランスなどから、プレイ感覚は大幅に異なる。
アーケード版：1996年4月稼働開始
セガサターン版：1996年7月26日発売
バーチャファイター2（ジェネシス版）
ジェネシス（北米版メガドライブ）が大きなシェアを占めていた北米市場では、同機種向けに『バーチャファイター2』が発売されている。16ビットマシンに高度なポリゴンを駆使した本作を移植することは制約上難しいため、ポリゴンではなくドット絵の2D対戦格闘ゲームにアレンジされており、登場キャラクターもリオンと舜帝は登場しないなど、オリジナルとは別物である。
日本のメガドライブでは未発売だったが、2007年3月20日からWiiのバーチャルコンソール用ソフトとして、2010年10月27日にはSteamでMicrosoft Windows対応ソフトとして、それぞれ配信されている。いずれも英語版。
ファイターズメガミックス
バーチャファイターとファイティングバイパーズのキャラクターが総出演する3D対戦格闘ゲーム。その他のセガ製品（対戦格闘ゲームを含む）からもゲストキャラクターが多数登場し、セガオールスターズ的な様相を呈したお祭り的な製品となった。
当時稼働開始したばかりだったバーチャファイター3のセガサターン移植について噂・議論になっていた時期でもあり、移植自体は実現しなかったものの3の新キャラクターだった葵の技を『バーチャコップ2』のジャネットが使う。
セガサターン版：1996年12月21日発売
バーチャファイター サイバージェネレーション 〜ジャッジメントシックスの野望〜
3DアクションRPG。舞台となる仮想空間にはVFシリーズに登場する格闘家たちの魂が点在し、それらに触れることで得意技を教わることができる。シリーズ初のダブルプラットフォーム製品でもある。北米では『バーチャクエスト』（Virtua Quest）の題名で発売された。
PlayStation 2版：2004年8月26日発売
ニンテンドー ゲームキューブ版：2004年8月26日発売

### その他
さまざまな格闘ゲーム・RPGなどに本作のキャラクターがゲスト出演している。
- 『デッド オア アライブ5』（PS3・Xbox 360、2012年9月27日発売） - 結城晶とサラ・ブライアント、パイ・チェン、ジャッキー・ブライアントが登場。
- 『PROJECT X ZONE』（ニンテンドー3DS、2012年10月11日発売） - 結城晶とパイ・チェンが登場。
- 『電撃文庫 FIGHTING CLIMAX』（アーケード・PS3　PS3版は2014年11月13日発売) -  結城晶とパイ・チェンが登場。
- 『大乱闘スマッシュブラザーズ for Nintendo 3DS / Wii U』（ニンテンドー3DS・Wii U、3DS版は2014年9月13日発売、Wii U版は2014年12月6日発売） - 結城晶とジャッキー・ブライアントの衣装が登場。
- 『PROJECT X ZONE 2:BRAVE NEW WORLD』（ニンテンドー3DS、2015年11月12日発売） - 結城晶と影丸、パイ・チェンが登場。
- 『大乱闘スマッシュブラザーズ SPECIAL』（Nintendo Switch、2018年12月7日発売） - 結城晶がアシストフィギュア（アシストキャラクター）として登場。
- 『グーニャファイター APM3 Edition』（アーケード、2020年9月17日発売） - 結城晶とパイ・チェン、ラウ・チェン、サラ・ブライアント、ウルフ・ホークフィールドが登場。

## ゲームシステム
8方向レバーとパンチ、キック、ガードの3つのボタンでキャラクターを操作。相手に攻撃を加えて体力ゲージを0にするか、リングアウトさせると1ラウンド取得となり、規定のラウンド数を先取した側が勝利となる。なお時間切れの際は、体力ゲージで勝っていた側のプレイヤーが1ラウンド取得となる。
いわゆる飛び道具攻撃はなく、遠距離攻撃も僅かな突進系打撃に限られる。ガード・ヒットにかかわらず近接距離が保持されやすいことから、他の格闘ゲームに比べ展開のテンポが非常に早い対戦システムとなっている。

### 基本ルール
技は「上段」「中段」「下段（しゃがみ）」いずれかの属性を持つ。この3つは「上段＞中段＞下段＞上段」という三すくみの関係になっている。
ガードは、ガードボタンを押しながら上下でガード方向を変化させることができる。「立ちガード」は上段と中段をガードし、「しゃがみガード」は上段を避け下段をガードすることができる。技には防御されたときに隙があり、中段や下段は隙が総じて大きい傾向にある。ガードすると確実に特定の技で反撃できる技も多い（確定反撃と呼ばれる）。
下段攻撃が中段攻撃に比べると弱めの技が多いため、立ちガードが崩しにくい。これの裏の選択肢として上段ガードを崩す「投げ」が用意されている。
「打撃＞投げ＞ガード＞打撃」と「上段＞中段＞下段＞上段」、近距離戦でこの2つの三すくみを基に相手がどう来るかをお互い読んでいくことで対戦は展開していく。基本的には隙の少ない上段攻撃をガードさせ、中段か投げの2択を迫る、防御側はどちらかを読み反撃するのが基本戦術となる。
この他、ガードの派生として、特定の攻撃を受けると直接反撃できる「返し技」や、数多い直線的な打撃を回避する軸移動「避け」、それを攻撃する「回転技」など、さらに深い読み合いを提供するためのアクションがある。

### ステージ
ステージは基本的に正方形で、リングの端から足を踏み外すとリングアウトとなり負けとなる。
『VF3』では「アンジュレーション」という高低差の要素が追加された。低い場所へ飛ばすと滞空時間が長くなりコンボが決まりやすくなったり、登り坂によって技の押し能力が弱くなるなどの不確定要素が追加され、位置取りの要素が強くなっている。ステージに壁が追加されたのも3からで、相手を壁に叩き付けた状態でのみ決められる連続技など、壁を巡る攻防の要素も加えられた。また、砂漠ステージというリングアウトが無いステージがあった（無限大に広いステージ風であるが実際には見えない壁が存在する）。
『VF4』ではアンジュレーションがオミットされ、全てのステージが平坦な正方形のリングへと回帰した。また、ステージの種類が破壊不可能な高い壁で囲われたフルフェンス、破壊可能な腰ほどの高さの壁で囲われたハーフフェンス、壁で囲われていないノーフェンスの3種類に大別されるようになった。ハーフフェンスのステージでは、キャラクターが壁より高く浮いた状態で押し出されるか、壁が破壊された箇所からリング外に落ちた場合にリングアウトとなる。フルフェンスのステージでは、キャラクターによっては壁際専用の特殊技が使用できる。
『VF5』では全ての壁が壊れなくなり、またステージ選択時にリングの広さと壁の有無・高さが表示されるようになった。
『VF5R』では八角形フルフェンスのリングも登場するとともに、ハーフフェンスよりさらに低いローフェンス、破壊可能なフルフェンス、リングの広さやフルフェンスとノーフェンスがラウンド毎に切り替わる、壁が一部の辺にしか存在しない長方形リングなど、ステージ毎に様々な仕掛けが追加された。

### 三次元的な攻防

#### 『バーチャファイター3』以前
『バーチャファイター3』以前ではシステムそのものはルールの違う2D格闘ゲームと言えるもので、手前や奥へ回避するなどの概念は希薄だった。『2』では一部のキャラクターが自発的に横へ移動する技を持っていたものの、根本的な二次元からの脱却はなされていなかった。開発側も攻防が二次元的になっているのは快く思っておらず、しゃがみパンチが強力なのは「三次元的な攻防ができないための苦肉の策」だとしていた。

#### エスケープボタン
『VF3』ではパンチ、キック、ガードに加えて第4のボタン「エスケープ」を追加した。ボタンを押すことで画面奥方向へ移動し、直線的な攻撃を回避することができる。レバーとエスケープボタンを組み合わせることにより、各方向への移動を1ステップの入力で可能にした。

#### ARM・レバーによる避け
『VF4』ではエスケープボタンを廃し、手前・奥への避けも全てレバーのみで行うARMが導入された。このARMによりレバー入力のみで、キャラクターをリング上で8方向に移動させることができるようになった。相手の直線的もしくは半回転の攻撃に合わせて上（画面奥方向）か下（画面手前方向）へレバーを一瞬だけ倒しニュートラルに戻すことで、相手の攻撃を軸をずらして避けることができる。またこのためジャンプ操作は、レバー上と同時に何らかのボタンを入力するコマンド動作に変更された。

### VF.NET
『VF4』から『VF5FS VERSION A REVISION 1』まで実装。ランキングやアイテム装備やチーム加入など対戦機器と連動しており、より対戦ゲームを楽しめるコンテンツ（別途月額料金が必要）であった。2016年2月29日の16時を以ってサービス自体が終了し、PC版並びにSoftBank版に関しては2016年2月一杯は無料開放されていた（PC版における自動継続権利用者は2016年2月分の料金は発生しない。SoftBank版は月額料金利用者が対象）。
対応機種は携帯電話（iモード、EZweb、Yahoo!ケータイ）、PC、およびスマートフォン（PC版を流用）。『VF4』（無印）版はドリームキャストにも対応していた（シェンムーII初回生産分に同梱していた専用ソフトが必要だった。『VF4EVO』以降は非対応）。
後にセガネットワーク対戦麻雀MJシリーズや、Quest of D、STARHORSE2など、幾つものアーケードゲームに採用された連動コンテンツサービスを、最初に始めたのが『VF4』だった。これらのアーケードゲームにおけるオンラインサービス「ALL.Net」のサービスの1つとしてVF.NETも展開されていた。
『VF5FS VERSION B』はVF.NET非連動となった。
『VF esports』稼働時より、『VF esports.NET』として新たなサービスが開始された。

### テクニック
空中コンボ
攻撃を当てられて浮いた相手や、仰け反って崩れながら倒れ込もうとしている相手に攻撃を続けて当て、連続技にすることができる。
投げ抜け
投げ技はしゃがんで避ける他に、投げ抜けというアクションで回避することができる。投げ抜けは相手の投げコマンドの最後のレバーとボタン部分のみを入力（例：16P+Gならば6P+Gが抜けコマンド）。相手の向きによって抜けコマンドが決まるため、キャラクターが右向きか左向きかでコマンドは異なる。ニュートラル、6（前）、3（前斜め下）、2（下）、1（後ろ斜め下）、4（後ろ）、と6方向もの抜けコマンドがある（キャラクターが持つのは基本的には3-5方向）が、基本的には抜け方向は1方向しか選べない。2-3方向を同時に入力する「飛車角抜け」などのテクニックが存在する。
『VF2』で初めて導入されたが、最初はコマンドがP+Gの投げしか抜けることができなかった。
投げ抜けのさらなる応用技として、避けを入力した直後に投げ抜けを先行入力することにより「直線打撃＆投げ抜けを入力した方向の投げ」の両方を回避する「避け投げ抜け」や、同様に返し技を入力した直後に投げ抜けを先行入力することにより「投げ抜けを入力した方向の投げ」を抜けつつ、入力した返し技に対応する打撃に対しては即反撃できる「当て身投げ抜け」（これは未だに「当て身」と呼ばれている※前述）などがある。
屈伸
ガードしながらしゃがみから立ちを切り替えると、しゃがみ状態で投げをスカして立ちガードすることができる防御テクニック。回転系の打撃もガードできるため避けよりもリスクが低く、その分相手の攻撃を凌いだ際のリターンも少ないが、汎用性の高さから多用されている。「フレーム単位の攻防」「投げ技に重点が置かれる」という本製品を象徴する防御行動である。

## ストーリー
各シリーズ作品の項目を参照。なお、基本的に『VF2』以降の「世界格闘トーナメント」の優勝者は前作の最強キャラクター、あるいは印象に残っているキャラクターになっている。

## アニメ版
1995年から1996年にかけて、テレビ東京系で放送された。

## コミック版
本作を基にしたコミカライズが複数描かれた。
- バーチャファイター（原作：七月鏡一 / 作画：藤原芳秀）
  - 小学館の小学五年生、六年生と『週刊少年サンデー増刊号』にて連載。晶が主人公の少年誌風のものや影丸が主人公の暗めのストーリーのもの、ギャグタッチの話など、掲載誌によって対象年齢が若干違いがあるが、同じシリーズのコミックスにまとめられている。
- バーチャファイター（ビリータチバナ）
  - 小学館の『コロコロコミック』にて連載。上述のアニメ版が原作となっており、晶を中心に拉致されたサラの奪還が話の軸になっている。全1巻。
- バーチャファイター（やましたたかひろ）
  - 小学館の『小学三年生』に連載、1話完結のギャグ漫画となっている。
- バーチャファイター晶の拳（作画：たしろたくや）
  - 徳間書店『月刊マンガボーイズ』にて連載。晶中心の内容。
- バーチャファイター レジェント・オブ・サラ（作画：松本嵩春）
  - 徳間書店『コミック鉄人』に連載。ジャッキーとサラに焦点を当てた物語。
- バーチャファイター影（作画：秋恭摩）
  - 徳間書店『月刊少年キャプテン』に連載。影丸の物語。
- バーチャファイター美闘伝サラ（原作：伊津木敏弘 / 作画：鬼窪浩久）
  - 集英社『週刊プレイボーイ』連載。単行本はホーム社より刊行。
- バーチャファイター サイバージェネレーション（松本久志）
  - 講談社の『コミックボンボン』にて連載。未単行本化。

## パチンコ・パチスロ
パチンコ
- CRバーチャファイター（2008年、サミー）
- ぱちんこCRバーチャファイターレボリューション（2012年、サミー）

パチスロ
- バーチャファイターF / バーチャファイターT（2007年、ロデオ）
- パチスロバーチャファイター（2014年、タイヨーエレック）